# Ева Гата

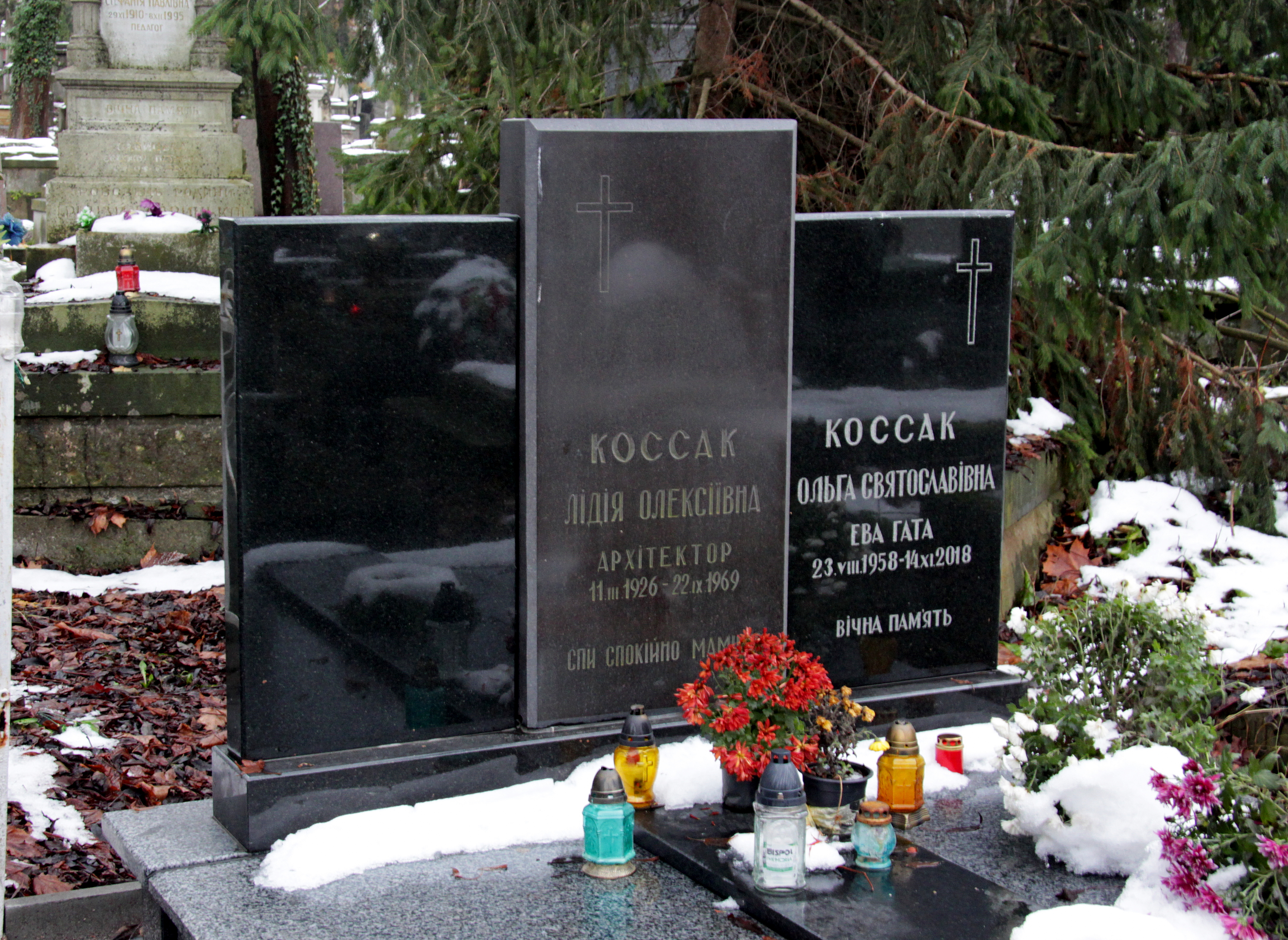

Ева Гата (справжнє ім'я Ольга Святославівна Коссак; 23 серпня 1958, Львів — 14 листопада 2018, Львів) — українська письменниця й математикиня. Кандидат фізико-математичних наук, доцент кафедри прикладної математики Львівського університету.

## Життєпис
Народилася 23 серпня 1958 року в Львові, в родині вчителів англійської мови. Вчилася у Львівській середній школі № 4 з поглибленим вивченням англійської мови. Далі вступила до Львівського національного університету імені Івана Франка на факультет прикладної математики. Після закінчення працювала в науково-дослідницькому секторі при кафедрі прикладної математики. У 1992 році захистила дисертацію на ступінь кандидата фізико-математичних наук. Була доцентом кафедри прикладної математики Львівського національного університету імені Івана Франка. Життєве покликання — навчати студентів і писати книжки. Останніх три роки активно співпрацювала з Афінським і Салоніцьким університетами (Греція), писала філософсько-містичні романи, які, на її думку, поліпшать світ.
Пішла з життя 14 листопада 2018 року у віці 60 років у Львові. Похована на 59 полі Личаківського цвинтаря.

## Автор книг
- Всі дороги ведуть до любові. Львів БаК 2018.
- Коріння світла. Львів: БаК, 2016. 224 с.
- Сім таємниць королівства Красолі. Львів: БаК,, 2015. 234 с.
- Казки чарівного королівства Красолі. — Львів: БаК,, 2014. 224 с.
- Стати Сонцем — Львів: БаК,, 2014. — 288 с.
- Очищення, або роблю, що хочу (є переклад на російську[3] та німецьку мови[4]) 3-тє вид. — Львів: БаК, 2011. — 208 с.[5]
- З варяг у греки, або історія накреслена рунами. — Львів: БаК,, 2008. — 208с.
- Тут і там, або стежка між Парнасом і Олімпом. — Львів: БаК,, 2008. — 192 с.[6]
- Сюрпризи долі, або змагання між Аполлоном і Паном. — Львів: БаК,, 2009. — 212 с.
- Три чесноти, або казка про оріхалк. — Львів: БаК,, 2010. — 216 с.
- Бланік відчиняє двері. — Львів: БаК,, 2010. — 272 с.[7]
- Народжена у джерелі, або шлях від Царства до Корони. — Львів: БаК, 2012. — 264 с.[8]
- Ave Eva. — Львів: БаК,, 2012. — 136 с.[9]
- Музичні фрески. — Львів: БаК,, 2013. — 272  с.[9]